# Escosse
Escosse est une commune française, située dans le nord du département de l'Ariège en région Occitanie. Sur le plan historique et culturel, la commune fait partie du Pédaguès, ancienne appellation remplacée au XXIe siècle par la dénomination géographique de Terrefort ariégeois, constitué des terreforts de Pamiers et de Saverdun, sur la rive gauche de l'Ariège.
Exposée à un climat océanique altéré, elle est drainée par l'Estrique, le ruisseau d'Herbet, le ruisseau du Bayle et par divers autres petits cours d'eau.
Escosse est une commune rurale qui compte 362 habitants en 2022, après avoir connu une forte hausse de la population depuis 1975. Elle fait partie de l'aire d'attraction de Pamiers. Ses habitants sont appelés les Escossais ou Escossaises.

## Géographie

### Localisation
- 1Carte dynamique
- 2Carte OpenStreetMap
- 3Carte topographique
- 4Carte avec les communes environnantes

La commune d'Escosse se trouve dans le département de l'Ariège, en région Occitanie.
Elle se situe à 18 km à vol d'oiseau de Foix, préfecture du département, et à 5 km de Pamiers, sous-préfecture.
Les communes les plus proches sont : 
Saint-Victor-Rouzaud (3,3 km), Bézac (3,4 km), Madière (3,5 km), Saint-Amans (3,7 km), Saint-Michel (4,0 km), Lescousse (4,4 km), Pamiers (5,0 km), Saint-Bauzeil (5,6 km).
Sur le plan historique et culturel, Escosse fait partie du Pédaguès, ou Podaguès, ancienne appellation remplacée au XXIe siècle par la dénomination géographique de Terrefort ariégeois, constitué des terreforts de Pamiers et de Saverdun, sur la rive gauche de l'Ariège.
Les communes limitrophes sont  Bézac, Lescousse, Madière, Pamiers, Saint-Michel et Unzent.
| Unzent, Lescousse |         | Bézac   |
| Saint-Michel      | Escosse | Pamiers |
| Madière           |         |         |

### Géologie et relief
La commune est située dans le Bassin aquitain, le deuxième plus grand bassin sédimentaire de la France après le Bassin parisien, certaines parties étant recouvertes par des formations superficielles. Les terrains affleurants sur le territoire communal sont constitués de roches sédimentaires datant du Cénozoïque, l'ère géologique la plus récente sur l'échelle des temps géologiques, débutant il y a 66 millions d'années. La structure détaillée des couches affleurantes est décrite dans la feuille « n°1057 - Pamiers » de la carte géologique harmonisée au 1/50 000ème du département de l'Ariège, et sa notice associée.
La superficie cadastrale de la commune publiée par l’Insee, qui sert de références dans toutes les statistiques, est de 14,83 km2,. La superficie géographique, issue de la BD Topo, composante du Référentiel à grande échelle produit par l'IGN, est quant à elle de 14,98 km2.  L'altitude du territoire varie entre 269 m et 416 m.

### Hydrographie

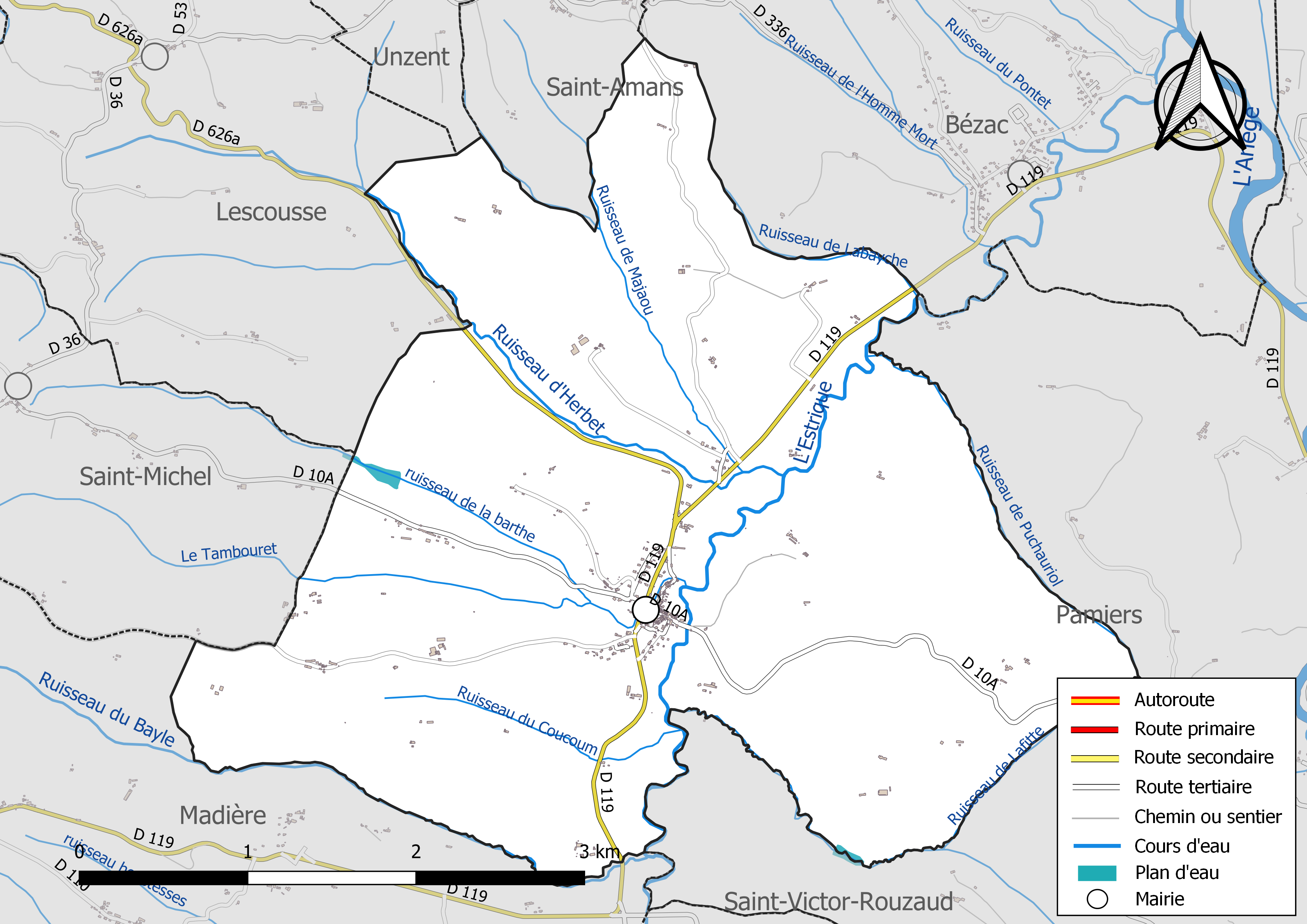
Réseaux hydrographique et routier d'Escosse.

La commune est dans le bassin versant de la Garonne, au sein du bassin hydrographique Adour-Garonne. Elle est drainée par l'Estrique, le ruisseau d'Herbet, le ruisseau du Bayle, le Tambouret, le ruisseau de Labayche, le ruisseau de Lafitte, le ruisseau de Majaou, le ruisseau de Puchauriol, le ruisseau du Coucoum et par deux petits cours d'eau, constituant un réseau hydrographique de 20 km de longueur totale,.
L'Estrique, d'une longueur totale de 16,5 km, prend sa source dans la commune de Saint-Victor-Rouzaud et s'écoule du sud vers le nord. Il traverse la commune et se jette dans l'Ariège à Bézac, après avoir traversé 5 communes.

### Climat
Pour des articles plus généraux, voir Climat de l'Occitanie et Climat de l'Ariège.
En 2010, le climat de la commune est de type climat océanique altéré, selon une étude s'appuyant sur une série de données couvrant la période 1971-2000. En 2020, Météo-France publie une typologie des climats de la France métropolitaine dans laquelle la commune est exposée à un climat de montagne et est dans la région climatique Pyrénées centrales, caractérisée par une pluviométrie annuelle de 1 000 à 1 200 mm.
Pour la période 1971-2000, la température annuelle moyenne est de 12,7 °C, avec  une amplitude thermique annuelle de 15,5 °C. Le cumul annuel moyen de précipitations est de 812 mm, avec 9,6 jours de précipitations en janvier et 6 jours en juillet. Pour la période 1991-2020 la température moyenne annuelle observée sur la station météorologique la plus proche, située sur la commune de Montaut à 10 km à vol d'oiseau, est de 13,7 °C et le cumul annuel moyen de précipitations est de 677,1 mm,. Pour l'avenir, les paramètres climatiques de la commune estimés pour 2050 selon différents scénarios d’émission de gaz à effet de serre sont consultables sur un site dédié publié par Météo-France en novembre 2022.

### Milieux naturels et biodiversité
Aucun espace naturel présentant un intérêt patrimonial n'est recensé sur la commune dans l'inventaire national du patrimoine naturel,,.

## Urbanisme

### Typologie
Au 1er janvier 2024, Escosse est catégorisée commune rurale à habitat dispersé, selon la nouvelle grille communale de densité à 7 niveaux définie par l'Insee en 2022.
Elle est située hors unité urbaine. Par ailleurs la commune fait partie de l'aire d'attraction de Pamiers, dont elle est une commune de la couronne,. Cette aire, qui regroupe 52 communes, est catégorisée dans les aires de moins de 50 000 habitants,.

### Occupation des sols
L'occupation des sols de la commune, telle qu'elle ressort de la base de données européenne d’occupation biophysique des sols Corine Land Cover (CLC), est marquée par l'importance des territoires agricoles (89,6 % en 2018), une proportion sensiblement équivalente à celle de 1990 (89,3 %). La répartition détaillée en 2018 est la suivante : 
zones agricoles hétérogènes (51,1 %), prairies (20,3 %), terres arables (18,2 %), forêts (10,4 %). L'évolution de l’occupation des sols de la commune et de ses infrastructures peut être observée sur les différentes représentations cartographiques du territoire : la carte de Cassini (XVIIIe siècle), la carte d'état-major (1820-1866) et les cartes ou photos aériennes de l'IGN pour la période actuelle (1950 à aujourd'hui).

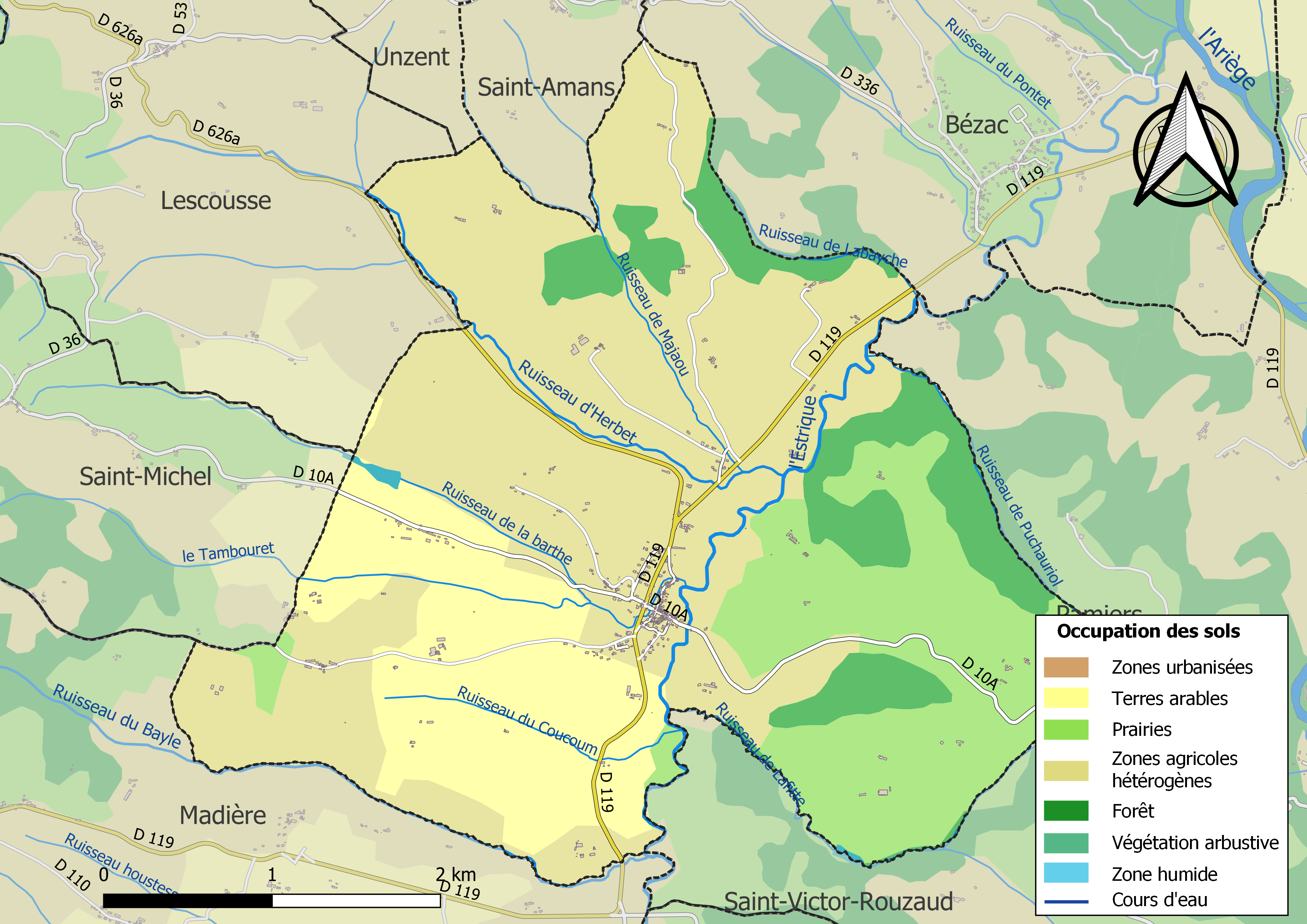
Carte des infrastructures et de l'occupation des sols de la commune en 2018 (CLC).

### Habitat et logement
En 2018, le nombre total de logements dans la commune était de 226, alors qu'il était de 213 en 2013 et de 184 en 2008.
Parmi ces logements, 83,8 % étaient des résidences principales, 5,5 % des résidences secondaires et 10,7 % des logements vacants. Ces logements étaient pour 93,6 % d'entre eux des maisons individuelles et pour 5,4 % des appartements.
Le tableau ci-dessous présente la typologie des logements à Escosse en 2018 en comparaison avec celle de l'Ariège et de la France entière. Une caractéristique marquante du parc de logements est ainsi une proportion de résidences secondaires et logements occasionnels (5,5 %) inférieure à celle du département (24,6 %) mais supérieure à celle de la France entière (9,7 %). Concernant le statut d'occupation de ces logements, 68 % des habitants de la commune sont propriétaires de leur logement (68,7 % en 2013), contre 66,3 % pour l'Ariège et 57,5 % pour la France entière.
| Typologie                                               | Escosse | Ariège | France entière |
| ------------------------------------------------------- | ------- | ------ | -------------- |
| Résidences principales (en %)                           | 83,8    | 65,7   | 82,1           |
| Résidences secondaires et logements occasionnels (en %) | 5,5     | 24,6   | 9,7            |
| Logements vacants (en %)                                | 10,7    | 9,7    | 8,2            |

### Risques majeurs
Le territoire de la commune d'Escosse est vulnérable à différents aléas naturels : inondations, climatiques (grand froid ou canicule), mouvements de terrains et séisme (sismicité faible). Il est également exposé à un risque technologique,  le transport de matières dangereuses,.

#### Risques naturels

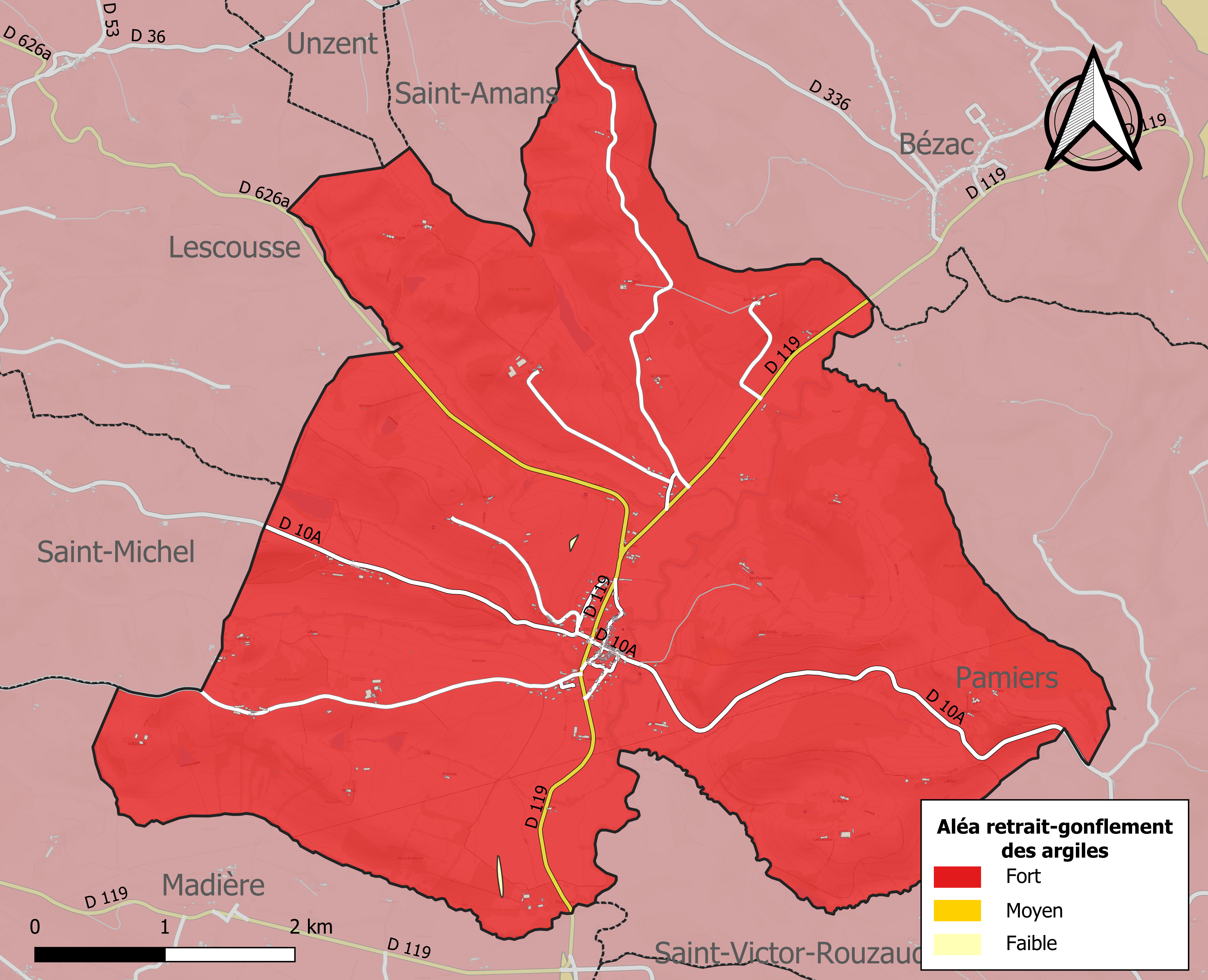
Zonage de l'aléa retrait-gonflement des argiles sur la commune d'Escosse.

Certaines parties du territoire communal sont susceptibles d’être affectées par le risque d’inondation par débordement, crue torrentielle d'un cours d'eau, ou ruissellement d'un versant.
Les mouvements de terrains susceptibles de se produire sur la commune sont soit des glissements de terrains soit des mouvements liés au retrait-gonflement des argiles. Près de 50 % de la superficie du département est concernée par l'aléa retrait-gonflement des argiles, dont la commune d'Escosse. L'inventaire national des cavités souterraines permet par ailleurs de localiser celles situées sur la commune.

#### Risques technologiques
Le risque de transport de matières dangereuses par une infrastructure routière ou ferroviaire ou par une canalisation de transport de gaz concerne la commune. Un accident se produisant sur une telle infrastructure est en effet susceptible d’avoir des effets graves au bâti ou aux personnes jusqu’à 350 m, selon la nature du matériau transporté. Des dispositions d’urbanisme peuvent être préconisées en conséquence.

## Toponymie
Les Écossais, nommés Scottius par les Gallo-romains, ont donné leur nom à Escosse[réf. nécessaire].

## Histoire
L’église est détruite et les récoltes pillées durant l'hiver 1562-1563 par les Huguenots.

## Politique et administration

### Découpage territorial
La commune d'Escosse est membre de la communauté de communes des Portes d'Ariège Pyrénées, un établissement public de coopération intercommunale (EPCI) à fiscalité propre créé le 5 octobre 2016 dont le siège est à Pamiers. Ce dernier est par ailleurs membre d'autres groupements intercommunaux.
Sur le plan administratif, elle est rattachée à l'arrondissement de Pamiers, au département de l'Ariège, en tant que circonscription administrative de l'État, et à la région Occitanie.
Sur le plan électoral, elle dépend du canton de Pamiers-1 pour l'élection des conseillers départementaux, depuis le redécoupage cantonal de 2014 entré en vigueur en 2015, et de la deuxième circonscription de l'Ariège  pour les élections législatives, depuis le redécoupage électoral de 1986.

### Liste des maires
| Période                                  | Période  | Identité           | Étiquette   | Qualité |
| ---------------------------------------- | -------- | ------------------ | ----------- | --- |
| ?                                        | ?        | Albert Subra       | Républicain | Président de la Société d'Agriculture et du Syndicat des Agriculteurs de l'Ariège Conseiller général du canton de Pamiers (1898-1907) |
| 1953                                     | 1959     | Albert Subra       | Rad.        | Conseiller général du canton de Pamiers (1949-1961), ancien maire de Pamiers (1947-1951)                                              |
| 1965                                     | 1995     | Georges Martinou   |             | |
| mars 2001                                | 2014     | Jean-Pierre Rives  |             | |
| mars 2014                                | En cours | Christian Barrière | SE          | Retraité |
| Les données manquantes sont à compléter. |          |                    |             | |

## Démographie
L'évolution du nombre d'habitants est connue à travers les recensements de la population effectués dans la commune depuis 1793. Pour les communes de moins de 10 000 habitants, une enquête de recensement portant sur toute la population est réalisée tous les cinq ans, les populations de référence des années intermédiaires étant quant à elles estimées par interpolation ou extrapolation. Pour la commune, le premier recensement exhaustif entrant dans le cadre du nouveau dispositif a été réalisé en 2005.

En 2022, la commune comptait 362 habitants, en évolution de −12,35 % par rapport à 2016 (Ariège : +1,48 %, France hors Mayotte : +2,11 %).
| 1793 | 1800 | 1806 | 1821 | 1831 | 1836 | 1841 | 1846 | 1851 |
| ---- | ---- | ---- | ---- | ---- | ---- | ---- | ---- | ---- |
| 434  | 417  | 474  | 540  | 595  | 663  | 687  | 712  | 729  |

| 1856 | 1861 | 1866 | 1872 | 1876 | 1881 | 1886 | 1891 | 1896 |
| ---- | ---- | ---- | ---- | ---- | ---- | ---- | ---- | ---- |
| 704  | 670  | 700  | 750  | 707  | 669  | 674  | 663  | 615  |

| 1901 | 1906 | 1911 | 1921 | 1926 | 1931 | 1936 | 1946 | 1954 |
| ---- | ---- | ---- | ---- | ---- | ---- | ---- | ---- | ---- |
| 540  | 526  | 521  | 449  | 474  | 483  | 429  | 456  | 403  |

| 1962 | 1968 | 1975 | 1982 | 1990 | 1999 | 2005 | 2006 | 2010 |
| ---- | ---- | ---- | ---- | ---- | ---- | ---- | ---- | ---- |
| 377  | 350  | 324  | 338  | 324  | 348  | 393  | 397  | 414  |

| 2015 | 2020 | 2022 | - | - | - | - | - | - |
| ---- | ---- | ---- | - | - | - | - | - | - |
| 418  | 370  | 362  | - | - | - | - | - | - |

## Économie

### Revenus
En 2018, la commune compte 162 ménages fiscaux, regroupant 392 personnes. La médiane du revenu disponible par unité de consommation est de 19 130 € (19 820 € dans le département).

### Emploi
| Division       | 2008   | 2013   | 2018   |
| -------------- | ------ | ------ | ------ |
| Commune        | 10,4 % | 11,7 % | 8,8 %  |
| Département    | 8,9 %  | 11,1 % | 11,2 % |
| France entière | 8,3 %  | 10 %   | 10 %   |

En 2018, la population âgée de 15 à 64 ans s'élève à 235 personnes, parmi lesquelles on compte 79,3 % d'actifs (70,5 % ayant un emploi et 8,8 % de chômeurs) et 20,7 % d'inactifs,. En  2018, le taux de chômage communal (au sens du recensement) des 15-64 ans est inférieur à celui de la France et du département, alors qu'en 2008 la situation était inverse.
La commune fait partie de la couronne de l'aire d'attraction de Pamiers, du fait qu'au moins 15 % des actifs travaillent dans le pôle,. Elle compte 55 emplois en 2018, contre 77 en 2013 et 61 en 2008. Le nombre d'actifs ayant un emploi résidant dans la commune est de 171, soit un indicateur de concentration d'emploi de 31,9 % et un taux d'activité parmi les 15 ans ou plus de 58 %.
Sur ces 171 actifs de 15 ans ou plus ayant un emploi, 37 travaillent dans la commune, soit 22 % des habitants. Pour se rendre au travail, 86,7 % des habitants utilisent un véhicule personnel ou de fonction à quatre roues, 1,3 % les transports en commun, 5 % s'y rendent en deux-roues, à vélo ou à pied et 7 % n'ont pas besoin de transport (travail au domicile).

### Activités hors agriculture
29 établissements sont implantés  à Escosse au 31 décembre 2019. Le tableau ci-dessous en détaille le nombre par secteur d'activité et compare les ratios avec ceux du département,.
Le secteur de la construction est prépondérant sur la commune puisqu'il représente 34,5 % du nombre total d'établissements de la commune (10 sur les 29 entreprises implantées  à Escosse), contre 14,2 % au niveau départemental.

### Agriculture
La commune fait partie de la petite région agricole dénommée « Coteaux de l'Ariège ». En 2010, l'orientation technico-économique de l'agriculture  sur la commune est la polyculture et le polyélevage.
|                                   | 1988  | 2000 | 2010 |
| --------------------------------- | ----- | ---- | ---- |
| Exploitations                     | 29    | 21   | 18   |
| Superficie agricole utilisée (ha) | 1 347 | 1248 | 1235 |

Le nombre d'exploitations agricoles en activité et ayant leur siège dans la commune est passé de 29 lors du recensement agricole de 1988 à 21 en 2000 puis à 18 en 2010, soit une baisse de 38 % en 22 ans. Le même mouvement est observé à l'échelle du département qui a perdu pendant cette période 48 % de ses exploitations. La surface agricole utilisée sur la commune a également diminué, passant de 1 347 ha en 1988 à 1 235 ha en 2010. Parallèlement, la surface agricole utilisée moyenne par exploitation a augmenté, passant de 46 à 69 ha.

## Culture locale et patrimoine

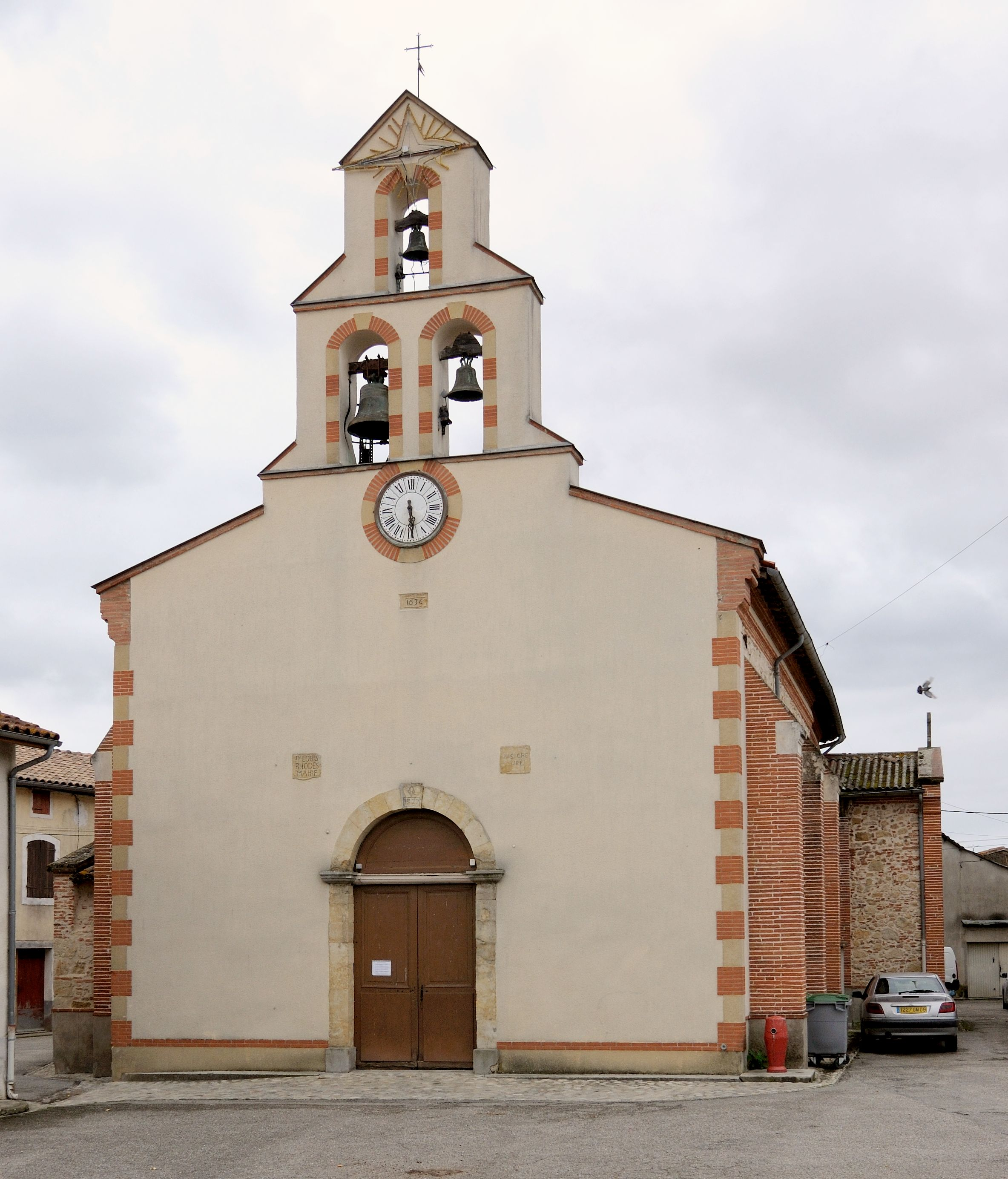
Église de la Nativité de la Vierge.

### Lieux et monuments
- Église de la Nativité-de-la-Sainte-Vierge d'Escosse, restaurée en 1822[47].
- Ancienne église Saint-Pierre, Saint-Jean et Saint-Sernin d'Escosse, détruite au XIXe siècle[48].

### Personnalités liées à la commune
- Catherine Cooper, romancière écossaise journaliste et auteure du best-seller Le chalet, en partie inspiré par l'Ariège, réside depuis 2009 sur la commune[49].

## Pour approfondir